# Longueur de flottaison
La longueur de flottaison est une des caractéristiques essentielles utilisées en architecture navale. Elle désigne la longueur de la carène, c'est-à-dire la longueur de la coque au niveau de sa ligne de flottaison. La flottaison normale ou nominale est le plus souvent mesurée au « déplacement en charge » effectif du navire.
L'intersection de la coque avec la surface peut être difficile à établir pour les navires aux formes arrière compliquées. Dans ce cas, la longueur entre perpendiculaires est utilisée.
La relation entre la vitesse du navire et la longueur à la flottaison (nombre de Froude) est une autre caractéristique essentielle. Elle est utilisée pour les calculs de puissance motrice car une partie de la résistance hydrodynamique (la résistance de vague) dépend de ce rapport.